# Estación de Ortigosa del Monte
Ortigosa del Monte es un apeadero ferroviario situado en el municipio español homónimo, en la provincia de Segovia, comunidad autónoma de Castilla y León. Forma parte de la línea Villalba-Segovia, por la cual presta servicio la línea 53 de Media Distancia Madrid-Segovia con servicios Regionales cadenciados gestionados por Renfe Media Distancia que dan continuidad a la línea ferroviaria desde Cercedilla hasta Segovia, enlazando con la línea C-8 de Cercanías Madrid.

## Situación ferroviaria
Pertenece a la línea férrea 110 de la red ferroviaria española que une Villalba con Segovia, pk 49,2. El tramo es de vía única, en ancho ibérico y está electrificado. Esta línea continuaba hasta Medina del Campo pero el tramo Medina del Campo-Segovia fue cerrado en 1993 alegando falta de rentabilidad económica. La estación de Ortigosa del Monte está a 1151 metros de altitud, entre las estaciones de La Losa y Navas de Riofrío y de Otero de Herreros. 

## La estación
Cuando se inauguró el tramo Villalba-Segovia de la línea Villalba-Segovia-Medina del Campo en 1888, no se dispuso de ninguna parada en la zona. El recinto tiene un origen posterior sin que conste con exactitud la fecha de su apertura. Cuenta con un edificio de planta baja cerrado a los viajeros y en estado de semiabandono. Un andén lateral da servicio a la única vía que cruza la estación. 

## Servicios ferroviarios

### Media Distancia
Los servicios de media distancia de Renfe con parada en la estación cubren el trayecto Cercedilla-Segovia. La frecuencia de paradas en esta era muy baja, pero desde marzo de 2023 todos los servicios de la línea tienen parada en la estación. Según la Delegación del Gobierno en Castilla y León, ello se enmarca en una iniciativa piloto para estudiar los efectos sobre la demanda del incremento del número de paradas en este tipo de localidades de población reducida, así como en el conjunto de la línea, dada su influencia en los tiempos de viaje globales del servicio. Esta medida, que tiene un plazo inicial de dos años, se ha adoptado para disponer de un abanico de datos estable y consolidado que permitan tomar decisiones para alcanzar la mejor solución para el conjunto de los viajeros de la línea una vez finalice el periodo previsto.
Es necesario hacer un trasbordo en la estación de Cercedilla si se quiere prolongar el viaje hacia/desde Madrid, excepto el último servicio del día, el cual va directamente a Chamartín sin necesidad de hacer transbordo en Cercedilla.
| Línea MD | Trenes   | Origen/Destino                     |  | Destino/Origen |
| -------- | -------- | ---------------------------------- |  | -------------- |
| 53       | Regional | Madrid-Atocha Cercanías Cercedilla |  | Segovia        |